# Verbo (revue)
Pour les articles homonymes, voir Verbo.

Verbo (en espagnol, littéralement « Verbe ») est une revue fondée par Juan Vallet de Goytisolo et Eugenio Vegas Latapié en 1962,. Publiée à Madrid, elle se définit comme une « revue de formation civique et d’action culturelle, selon le droit naturel et chrétien » et a été décrite comme proche de l’intégrisme catholique.
De sensibilité traditionaliste, Verbo se veut le continuateur d’Acción Española. L'historien Pedro Carlos González Cuevas, spécialiste de la droite et du conservatisme, affirme qu’il est devenu « l'organe doctrinal de l'intégrisme catholique espagnol ». Selon José Luis Rodríguez Jiménez, spécialiste de l’extrême droite en Espagne, la revue sert depuis sa création de « liant entre les courants intégristes, traditionalistes et carlistes ». Antonio Rivera Blanco et Javier Muñoz Soro rattachent la revue au courant théo-conservateur, « le plus extrêmiste » de la droite espagnole. Muñoz Soro souligne également qu’une grande partie de ses collaborateurs sont issus du parti d’extrême droite Fuerza Nueva.
Son directeur actuel est Miguel Ayuso.